# Cäsar Adolf Bloesch

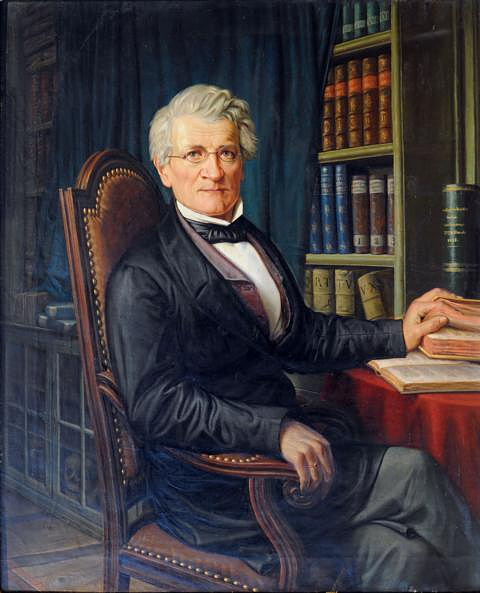
Postum (1865) geschaffenes Bloesch-Porträt von Aurèle Robert

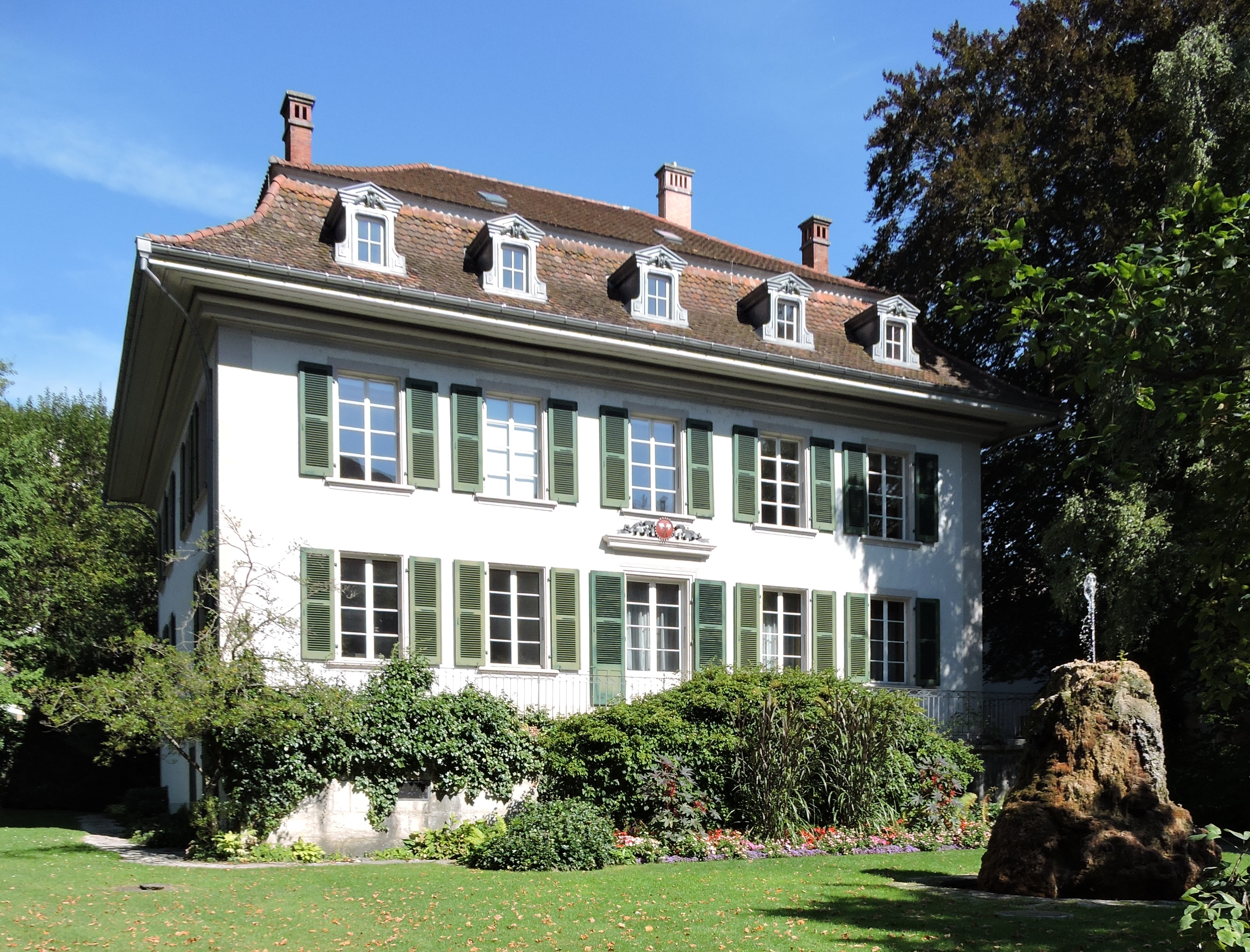
Bloeschhaus in Biel

Cäsar Adolf Bloesch (* 5. Dezember 1804 in Biel; † 10. November 1863 ebenda) war ein Schweizer Mediziner, Kommunalpolitiker und Autor.

## Leben
Cäsar Adolf Bloesch war ein Sohn des Arztes Johann Alexander Bloesch und der Marie-Louise Bloesch-Moser und ein Bruder von Eduard und Friedrich bzw. Fritz Bloesch. Er besuchte in seiner Geburtsstadt das Gymnasium und studierte in den Jahren 1821 bis 1827 in Zürich und Göttingen Medizin. Zu Studienzwecken hielt er sich ausserdem zeitweise auch in Paris und Berlin auf. 1827 liess er sich als Arzt in Biel nieder. 1846 gründete er zusammen mit einigen Kollegen den ärztlichen Bezirksverein, der zum Austausch über neue Forschungsergebnisse etc. diente.
In den etwa 35 Jahren seiner ärztlichen Tätigkeit führte er, wie er es als Student gelernt hatte, Journale über seine Patienten. Von den 57 Bänden dieser Aufzeichnungen sind 55 erhalten geblieben. Sie wurden zu Beginn des 21. Jahrhunderts Gegenstand mehrerer Doktor- und anderer Forschungsarbeiten und dienten auch als Grundlage für eine Ausstellung im Neuen Museum Biel, die im Jahr 2015 stattfand.
Bloesch, der ab 1828 mit Elisa Pugnet, einer Tochter des Arztes Jean-François Xavier Pugnet verheiratet war, war auch politisch tätig. Unter anderem setzte er sich dafür ein, dass Biel einen Eisenbahnanschluss erhielt. Er war Mitglied des Burger- und Einwohnergemeinderates und zeitweise auch Präsident dieser Gremien.
Darüber hinaus ordnete er das Bieler Stadtarchiv und schrieb eine dreibändige Geschichte der Stadt Biel, die 1855/56 erschien und lange als Standardwerk galt.
Das Haus an der Mühlebrücke 5 in Biel, das Bloesch 1840 erwarb, ist heute als Bloeschhaus bekannt und Sitz des Stadtpräsidenten. Vorher hatte er in der Obergasse 22 gewohnt.